# Frihedsgudinden
Frihedsgudinden (engelsk: Statue of Liberty, fransk: Statue de la Liberté) er en statue i New Yorks havn, som byder velkommen til rejsende, der kommer fra søsiden. Værkets fulde titel er Liberty Enlightening the World (fransk: La Liberté éclairant le monde). Statuen er en gave fra Frankrig. Den er lavet af den franske billedhugger Frédéric Auguste Bartholdi (1834 – 1904), som blev født i Colmar, hvor der er rejst en kopi i cirka kvart størrelse (12 meter) af Frihedsgudinden for at ære ham. Kopien er placeret i en rundkørsel i indkørselen til byen. Bartholdi huskes i dag især for skabelsen af Frihedsgudinden.

## Frihedsgudindens historie

### Idéen fødes
Venskabet mellem USA og Frankrig blev under Den amerikanske uafhængighedskrig styrket, idet Frankrig støttede amerikanernes kamp mod briterne.
Næsten et hundrede år efter, i 1865, var der i Frankrig et middagsselskab, hvor den 31-årige franske billedhugger Frédéric Bartholdi var blandt gæsterne. Under middagen blev der talt beundrende om Amerikas succes med etableringen af en demokratisk stat og slaveriets ophævelse i forbindelse med Den amerikanske Borgerkrig. Man talte ligeledes om den fornemmelse som både USA og Frankrig havde for frihed.
Værten ved selskabet, Laboulaye, fornemmede, at der var ægte sympati mellem landene og kaldte Frankrig og USA "de to søstre". Senere på aftenen udtrykte han tanken om det fantastiske, hvis folket i Frankrig gav USA et stort monument, et mindesmærke for uafhængighed, og derved viste, at franskmændene også tilsluttede sig idéerne om frihed og lighed.
Dette fandt Bartholdi en god idé. Nogle år senere bestemte han sig for at føre tanken ud i livet. Dette skrev han til sin ven, Laboulaye, som anbefalede Bartholdi at tage til USA og finde ud af, hvad amerikanerne syntes om idéen. Så den 8. juni 1871 drog Bartholdi af sted til New York. Allerede inden han kom i land havde han fundet det sted, hvor monumentet skulle stå, nemlig øen Bedloe's Island uden for New York, som Bartholdi straks blev utroligt betaget af.

### Idéen præsenteres
Han tog på rundtur i Amerika og viste amerikanerne et billede, han havde lavet, og som forestillede monumentet Liberty Enlightening the World. Folk virkede interesserede og begejstrede for monumentet, men ingen var villige til at støtte det økonomisk.
I 1874 blev Laboulaye og Bartholdi enige om, at det var amerikanerne, der skulle betale for grunden og kampestenssoklen mens franskmændene skulle finansiere selve statuen.
Der blev dannet en komite, kaldet Den fransk-amerikanske Union, som havde medlemmer fra begge sider af atlanten. I september 1875 blev der udsendt information om statuen og opfordringer til folk om at give økonomisk støtte. Samtidig havde Den fransk-amerikanske Union fået lavet en masse støttearrangementer, som skulle rejse penge til projektet. Komiteens mål var at kunne præsentere statuen for USA den 4. juli 1876 på 100 års dagen for Amerikas uafhængighed, men dette blev dog ikke muligt.

### Statuen bygges
Bartholdi fik teknisk hjælp til opbygning af statuens skelet af den franske ingeniør Gustave Eiffel, som er bedst kendt for at have lavet Eiffeltårnet i Paris.
Statuens 10 meter lange arm med den hævede fakkel blev i august 1876 udstillet på Centennial Exhibition i Philadelphia. For 50 cent kunne man ad en stige komme op på balkonen, som befandt sig rundt om faklen. Det var også på dette tidspunkt, at Bartholdi foreslog, at Bedloe's Island fik sit navn ændret til Liberty Island. Dette blev dog først en realitet 80 år senere, i 1956.
Økonomien var det største problem. Da byggeriet af Frihedsgudinden skulle i gang i Frankrig var der i alt 300.000, som havde ydet bidrag til projektet, men det rakte langt fra til at dække behovet. Den fransk-amerikanske Union afholdt i 1879 en række lotterier over nogle af Bartholdis værker og andre genstande. Et af Bartholdis værker var bl.a. miniatureudgaver af Frihedsgudinden. På den måde fik man i alt samlet 250.000 franc.
Mens statuen var tæt på at være færdig i Frankrig, gik det kun langsomt med pengeindsamlingen og arbejdet med soklen i Amerika. Den amerikanske presse var meget kritisk over for projektet og havde svært ved at forstå, hvordan fundamentet kunne koste lige så meget som selve statuen kostede. Mange af de amerikanere, som boede udenfor New York mente heller ikke, at statuen tilhørte dem, men derimod var New Yorks. Holdningen var derfor, at det var indbyggerne her, der skulle betale for den. Men juni 1884, da statuen var færdigkonstrueret, var der blevet indsamlet $182.491 (og kun brugt $179.624). I alt havde 120.000 amerikanere ydet et bidrag.
Det var den 5. august 1884 at amerikanerne lagde grundstenen til statuen. Denne bestod af 350 dele, som ankom i 214 kasser med skibet Isere fra Frankrig i juni 1885, og den 28. oktober 1886 var statuen omsider færdig. Præsident Grover Cleveland indviede monumentet og i den forbindelse blev en Ticker-tape parade afholdt spontant.
I 1986 blev statuens 100-årsdag fejret efter to års restaurering, hvor der blev udskiftet 1600 dele af det inderste metalskelet, monteret ny fakkel og installeret elevator. Statuen endte med at veje 225 tons, blive 46 meter høj (fod til fakkel) og i alt 93 meter over jorden (jorden til fakkel). Den 47 meter høje sokkel til statuen er bygget lokalt i USA. Den stod færdig i april 1886 og rummer et museum, der skildrer byggeriet af statuen og dens symbolik.

## Symbolsk betydning
Frihedsgudinden har stor symbolsk betydning for amerikanerne og man forbinder statuen med tankerne om frihed, ligeret og demokrati.
Statuen har lige siden dens opførelse spillet en aktiv rolle i den amerikanske kultur. Den har stået som et symbol for venskab mellem folkeslag, ikke mindst set i lyset af, at den er en gave fra Frankrig til Amerika og dermed fra ét folk til et andet. Dens primære symbol er dog frihed, hvilket tydeligt ses på statuens symboler.
Frihedsgudinden forestiller en kvinde i løse klæder med en krone på hovedet, kronen symboliserer med sine 7 takker, de 7 verdenshave og alle kontinenterne. I sin venstre hånd bærer hun lovbogen med datoen 4. juli 1776 (USA’s uafhængighedsdag) og i sin højre hånd en fakkel, der brænder frihedens flamme. For hendes fødder ligger sprængte lænker, der skal symbolisere, at al tyranni er afskaffet. Det, at det er en kvinde, og at hun er i løse klæder, ses som et tegn på frihed. Ligeledes er faklen, lovbogen og de sprængte lænker alle symboler på frihed.
Frihedsgudinden er efterhånden blevet et symbol for alt det amerikanske. Den ses i film, brochurer, magasiner eller andre ting, der skal reklamere for USA. Når Frihedsgudinden er med i billedet ved alle, at det er Amerika, der er tale om. Hun er et utroligt stærkt brand, der er at finde i stort set alle souvenirforretninger i USA i alle mulige afskygninger, lige fra viskelæder og blyantspidser til mærker og billeder på kopper og T-shirts.
Sammen med Stars and Stripes, det amerikanske flag, er Frihedsgudinden et velkendt symbol verden over på alt, hvad der er amerikansk.

## Turisme
Frihedsgudinden er en stor attraktion. Først og fremmest for amerikanerne, som i stort tal valfarter hertil, men også turister fra resten af verden strømmer til Liberty Island for at se den velkendte statue. Hvert år besøger over 5 millioner mennesker Frihedsgudinden, og det er muligt at komme op i Frihedsgudinden. Mange kender især Frihedsgudinden fra film som Ghost Busters eller Abernes Planet.
Frihedsgudinden blev i 1984 optaget på UNESCOs liste over verdensarv.

## Statuen i perspektiv
Da Frihedsgudinden jo var en gave fra Frankrig til USA som et tegn på venskab havde Bartholdi til opgave at gøre statuen helt speciel. Han lavede den derfor væsentligt større end andre statuer, som folk kendte, og byggede hende med en masse symbolik. Statuen endte med at blive i alt 93 meter høj (46 m statue + 47 m sokkel) fra landjorden og op til faklen.
Hun endte med at veje 204,1 ton, hvor klædet, som hun er svøbt ind i, alene vejer 100 ton. Statuen er lavet af jern og kobber, hvor skelettet er lavet af jern og den ydre beklædning er kobber.
Hun står i dag på Liberty Island og hilser velkommen til alle der kommer til New York ad søvejen, præcis som hun har gjort igennem mange generationer.